# Dourgne
Dourgne é uma comuna francesa na região administrativa da Occitânia, no departamento de Tarn. Estende-se por uma área de 22.75 km², e possui 1.316 habitantes, segundo o censo de 2018, com uma densidade de 58 hab/km².